# Saint-Andéol-le-Château
Saint-Andéol-le-Château is een plaats en voormalige gemeente in het Franse departement Rhône in de regio Auvergne-Rhône-Alpes en telt 1379 inwoners (1999). De plaats maakt deel uit van het arrondissement Lyon.

## Geschiedenis
Saint-Andéol-le-Château is op 1 januari 2018 gefuseerd met de gemeenten Chassagny en Saint-Jean-de-Touslas tot de commune nouvelle Beauvallon.

## Geografie
De oppervlakte van Saint-Andéol-le-Château bedraagt 10,0 km², de bevolkingsdichtheid is 137,9 inwoners per km².
De onderstaande kaart toont de ligging van Saint-Andéol-le-Château met de belangrijkste infrastructuur en aangrenzende gemeenten.

## Demografie
Onderstaande figuur toont het verloop van het inwonertal (bron: INSEE-tellingen).